# Port d'Essaouira
Pour les articles homonymes, voir Port (homonymie).
Le port d'Essaouira est un important port de pêche traditionnel et historique du XVIIIe siècle, à Essaouira, sur l'océan Atlantique, au Maroc. Vieux port de pêche traditionnel pittoresque le plus renommé du pays, il fait partie des 14 principaux ports de pêche au Maroc, et est un des hauts lieux de tourisme au Maroc, avec ses plages et sa Médina d'Essaouira fortifiée voisine de bord d'océan, classée au Patrimoine mondial de l'UNESCO.

## Historique
Des fouilles archéologiques révèlent que la baie d'Essaouira et ses îles Purpuraires sont initialement un lieu d'escale maritime, et un comptoir commercial phénicien (au VIIe siècle av. J.-C.), puis crétois, grecs,  romain, puis portugais (au XVe siècle sous le nom de Mogador, petite forteresse) ... 

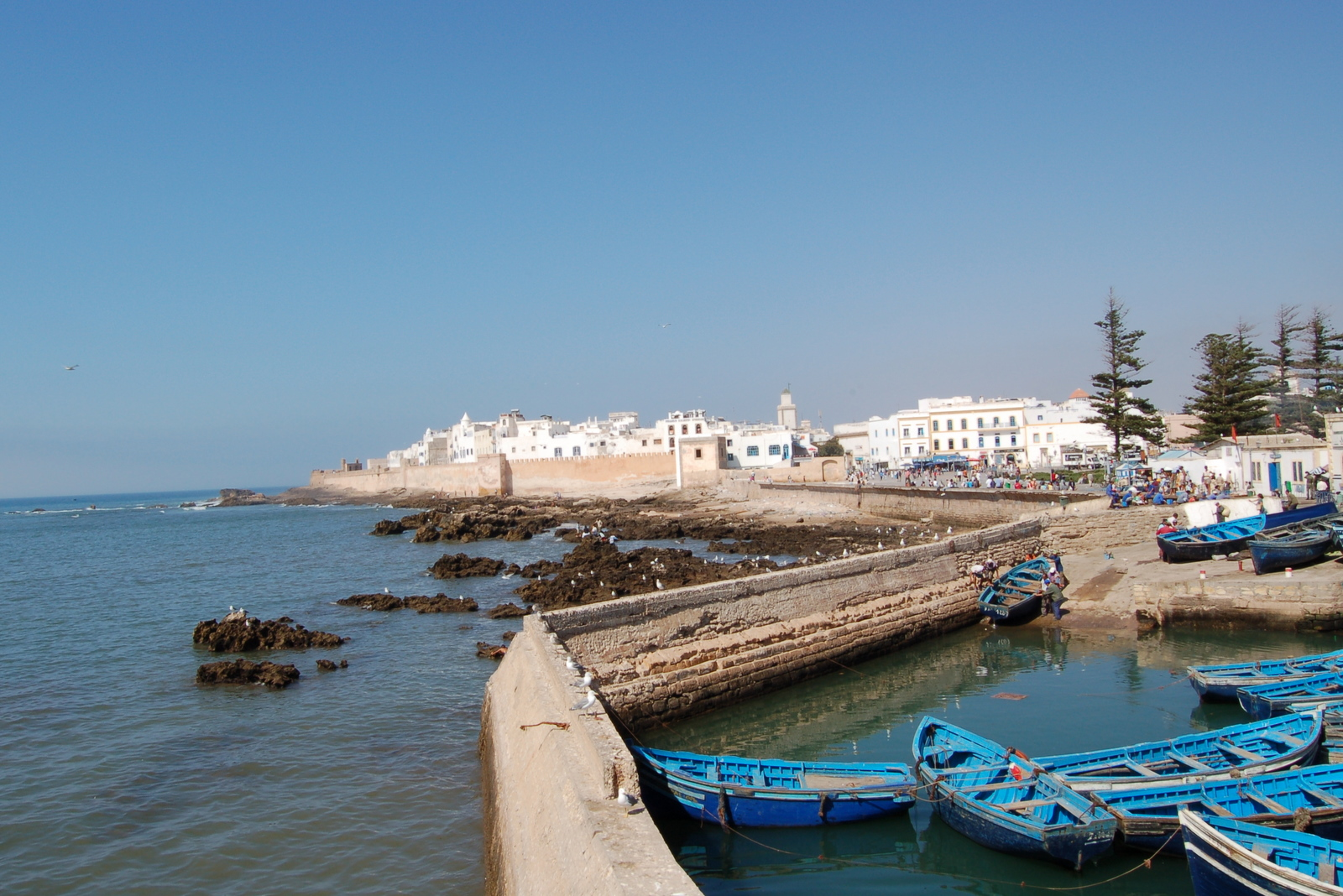
Médina d'Essaouira et ses remparts, depuis le port
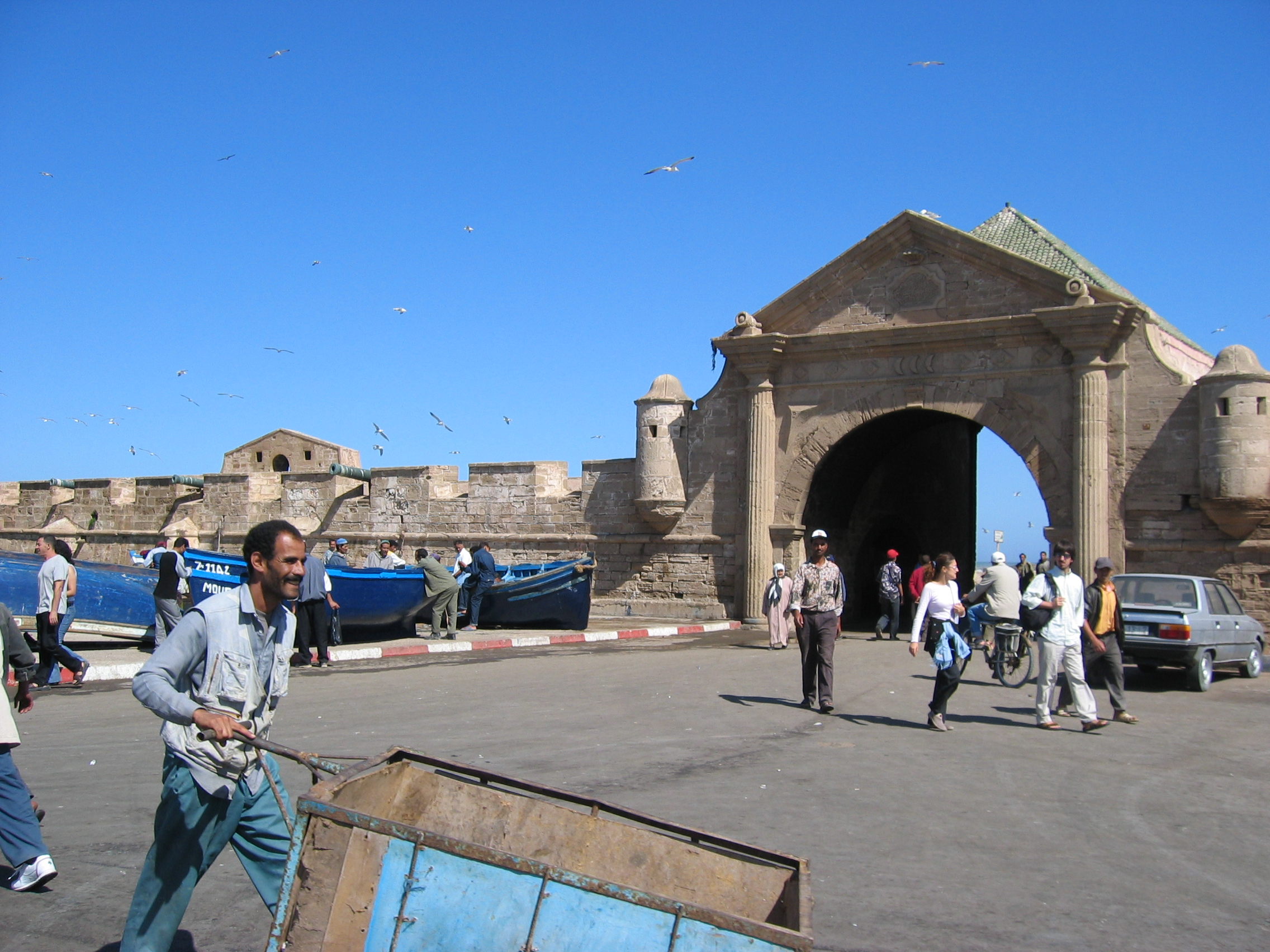
Bab el-Marsa (Porte de la Marine, vers la Médina)
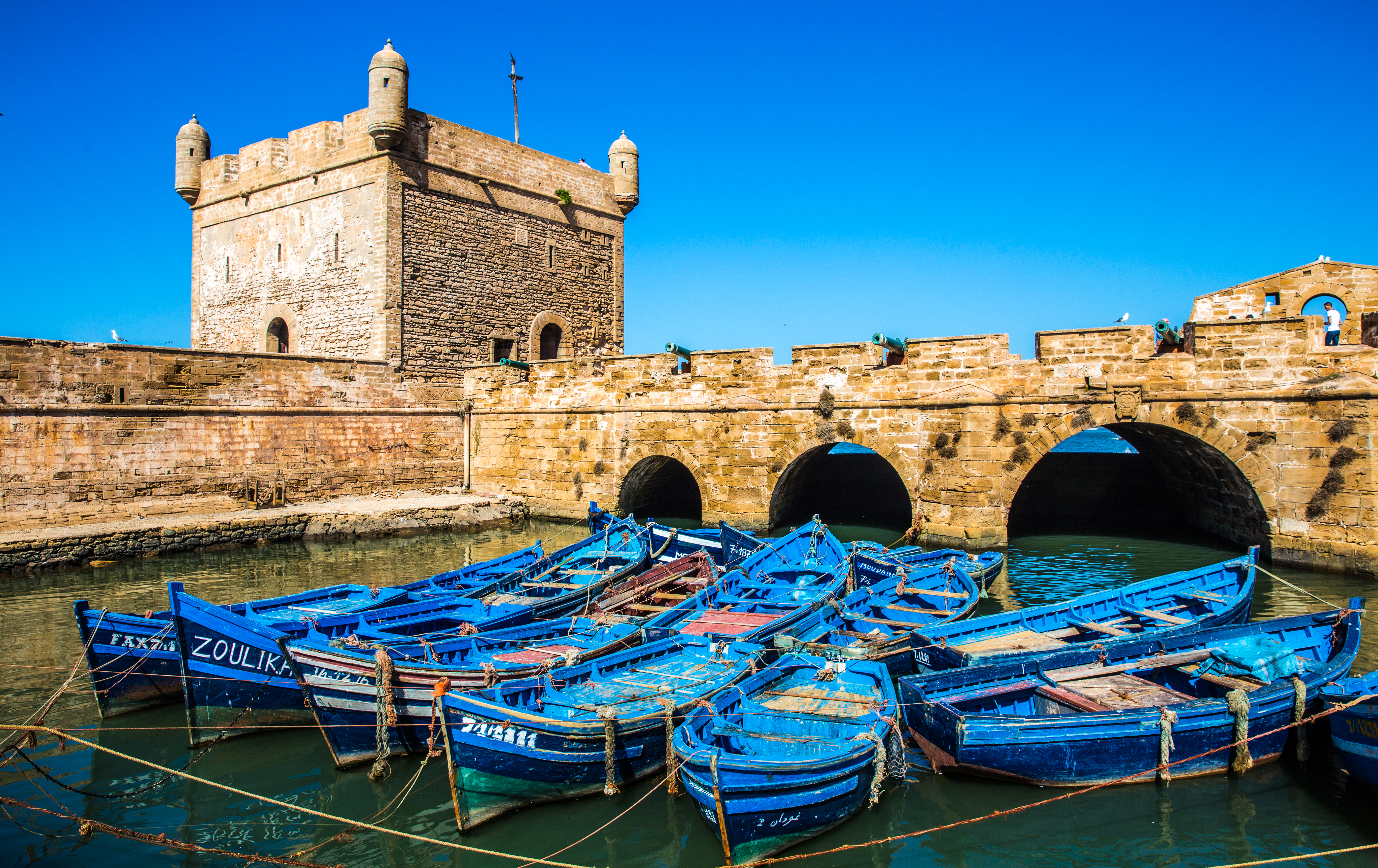
Sqala du Port (ancien Castelo Real)
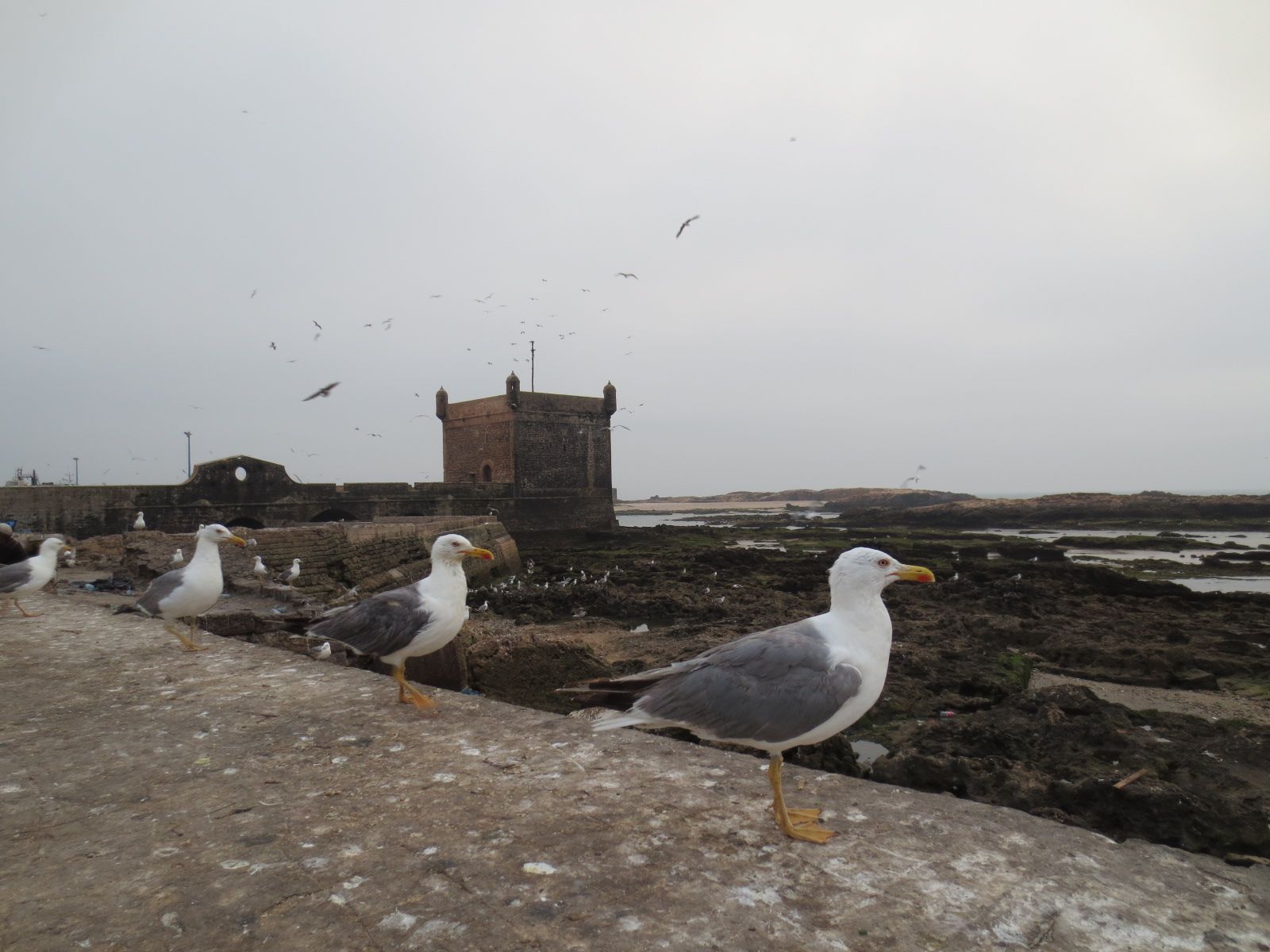
Sqala du Port, Îles Purpuraires, et goélands, depuis les remparts

En 1765 le Sultan Mohammed III du Maroc (1720-1790) fonde la Médina d'Essaouira telle qu'elle existe à ce jour, puis fonde ce port royal en 1770, alors plus important port de commerce international du Maroc, entre l'Afrique, l'Europe et l'Amérique, de la fin du XVIIIe siècle jusqu'aux constructions des port de Casablanca, de Tanger Med, et d'Agadir à la fin du XIXe siècle. 

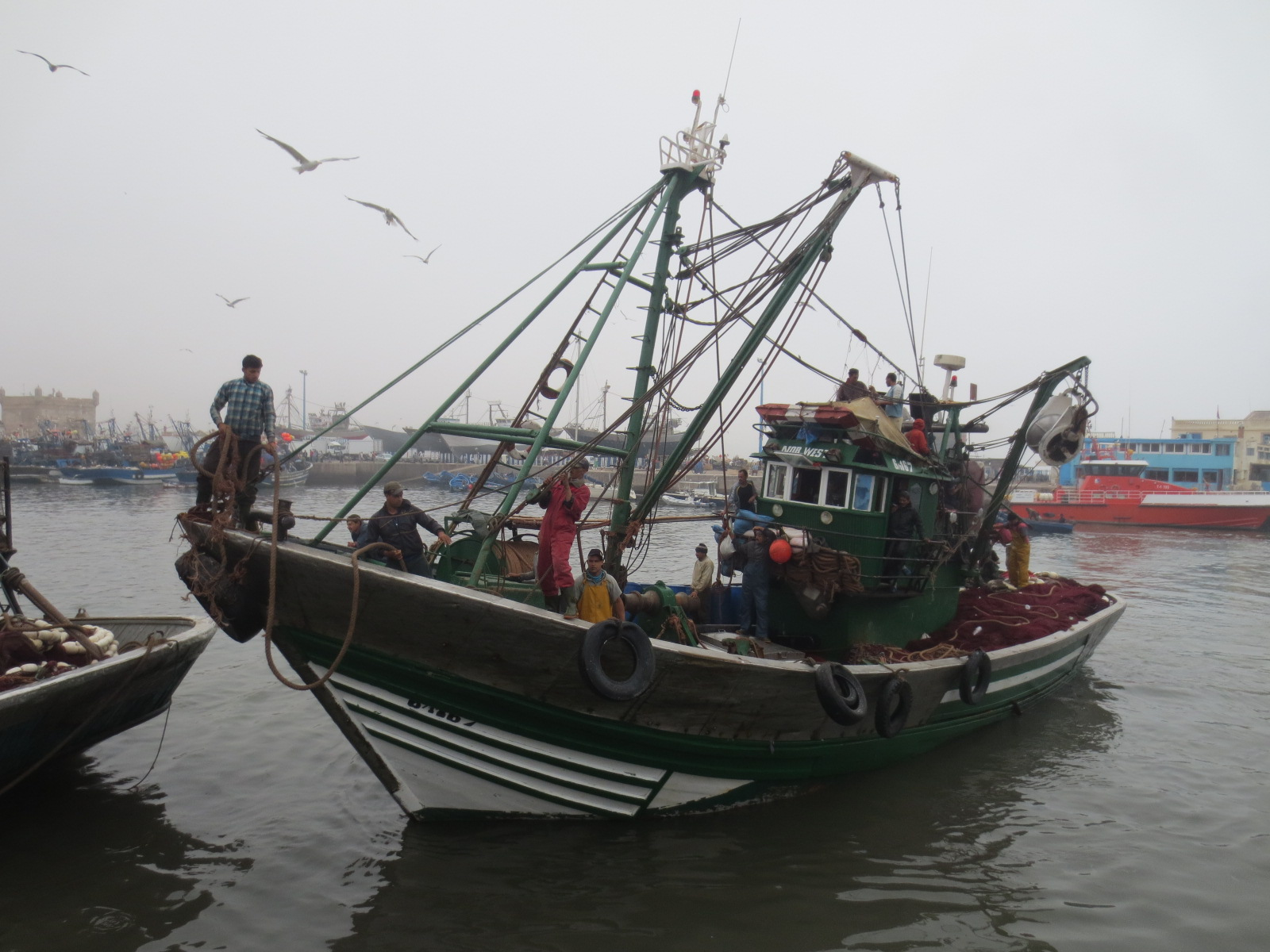
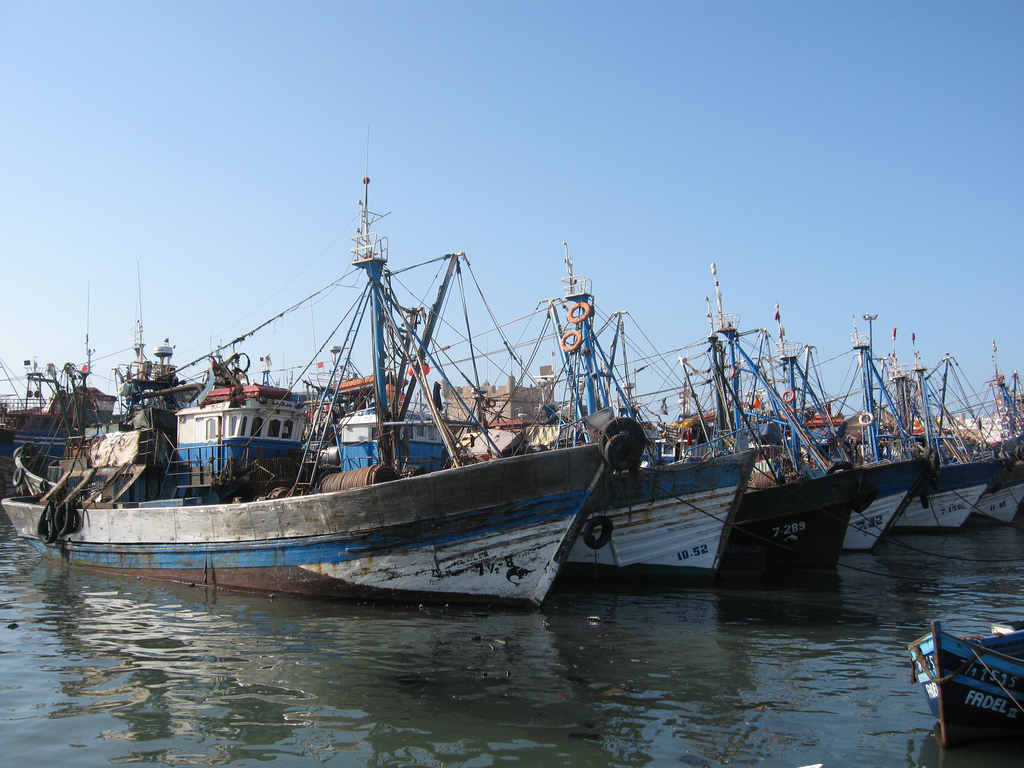
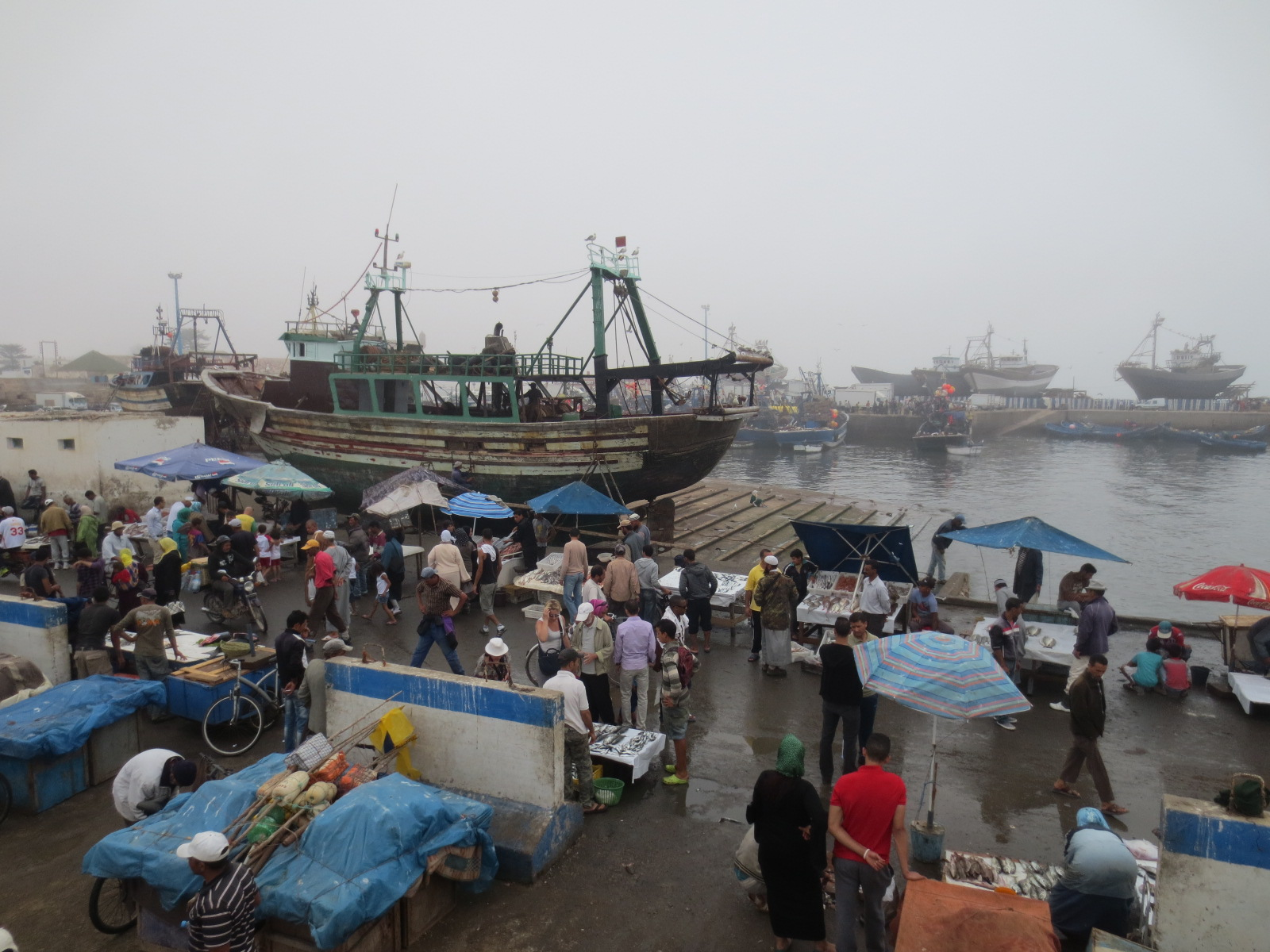
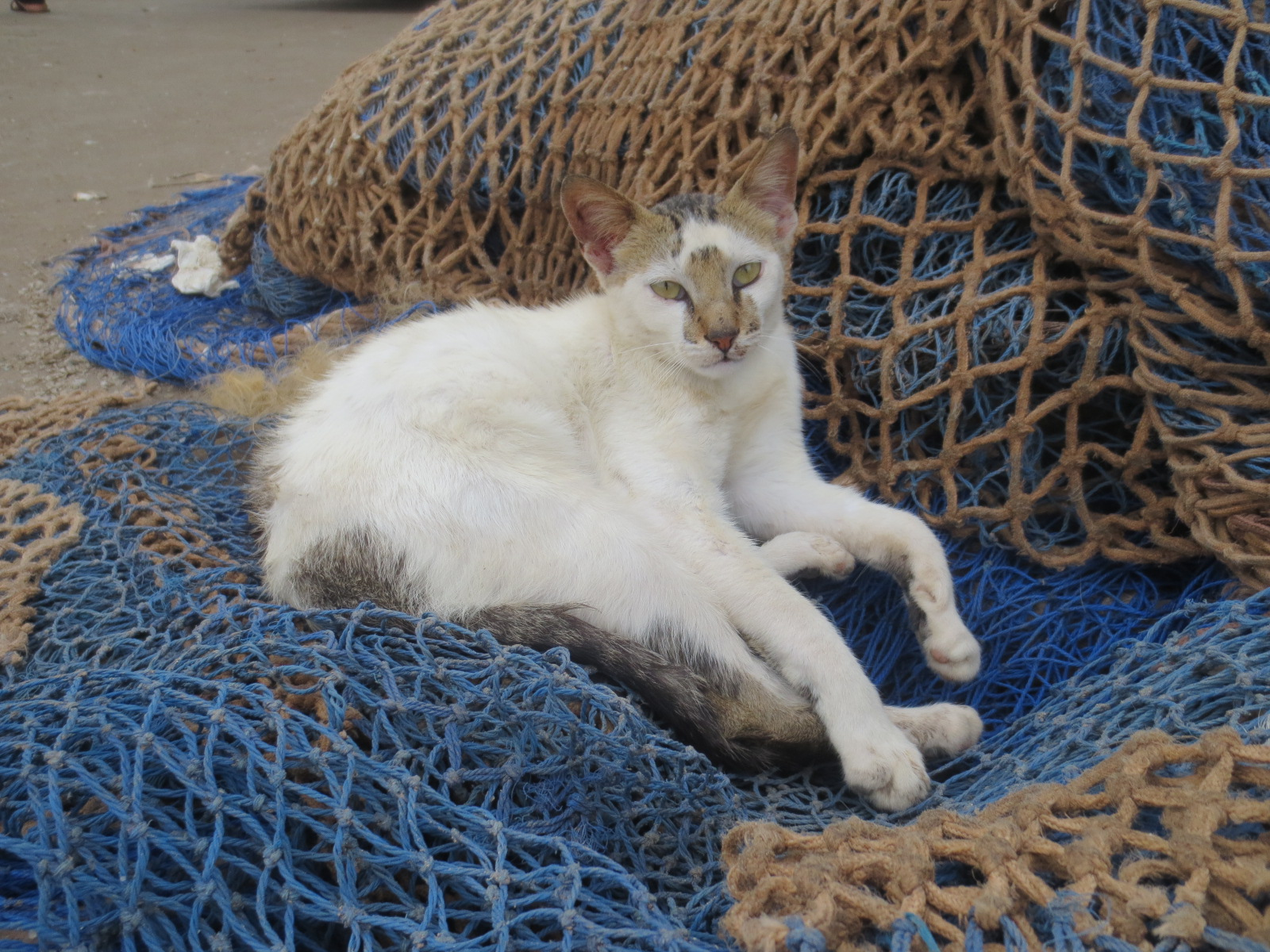

Longtemps surnommé « port de Tombouctou », point d’échange entre les longues pistes de commerce transsaharien et les grandes routes maritimes, le port est construit dans la baie des îles Purpuraires, sur l'avancée rocheuse du cap Mogador. Il est relié aux remparts de style Vauban de la ville par la « porte de la Marine » (Bab el-Marsa) de XVIIIe siècle, contigu au Castelo Real / Sqala du Port (château royal construit en 1506 par la roi Manuel Ier du Portugal). Le Maroc exporte alors en grande partie par ce lieu or, épices, et esclaves (traite arabe, commerce triangulaire), laine, cire, cuivre, amandes, huile d'argane, gomme arabique, ivoire ... de Tombouctou, du Niger, et du Sénégal... (économie de l'Afrique).

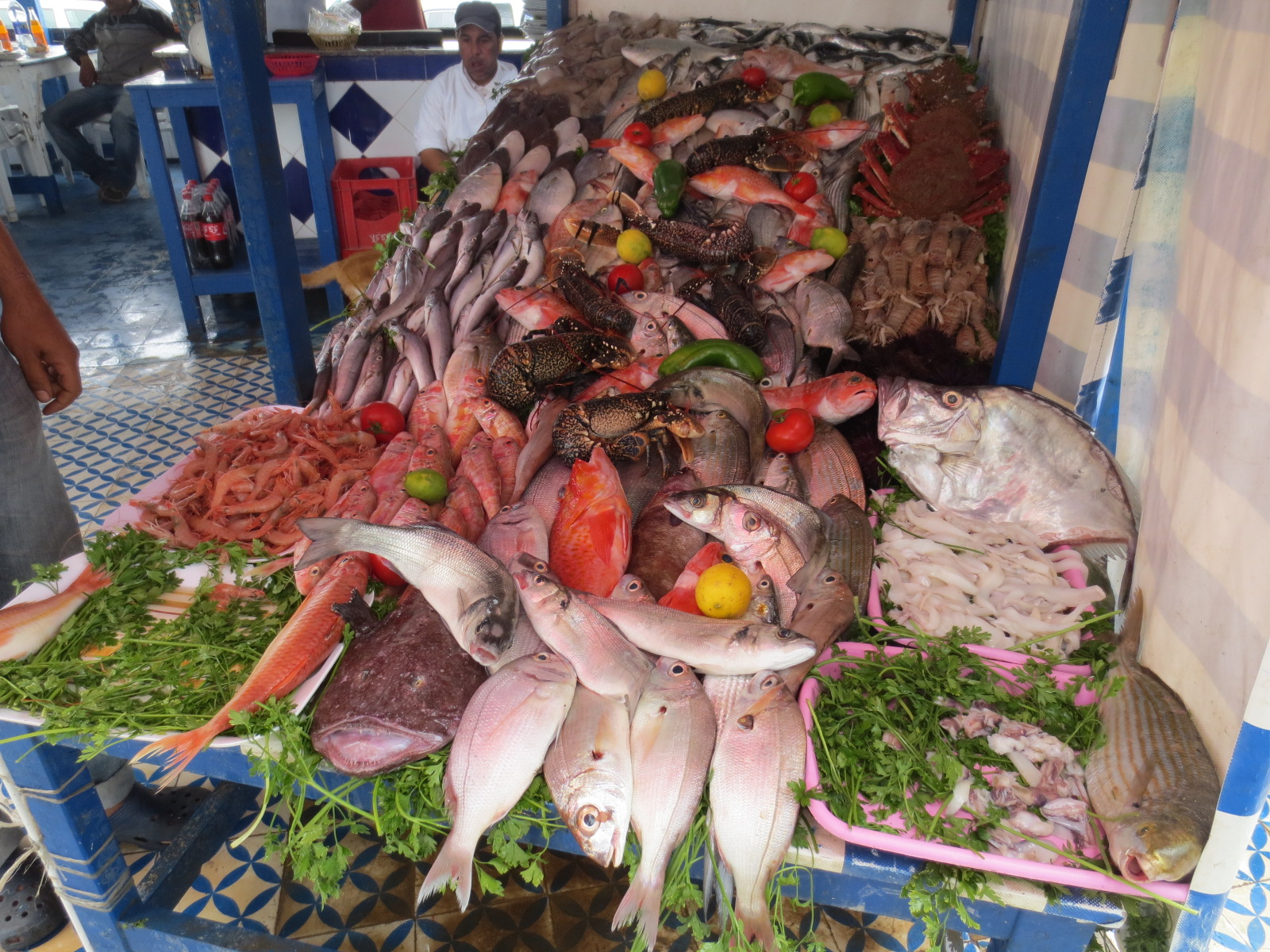
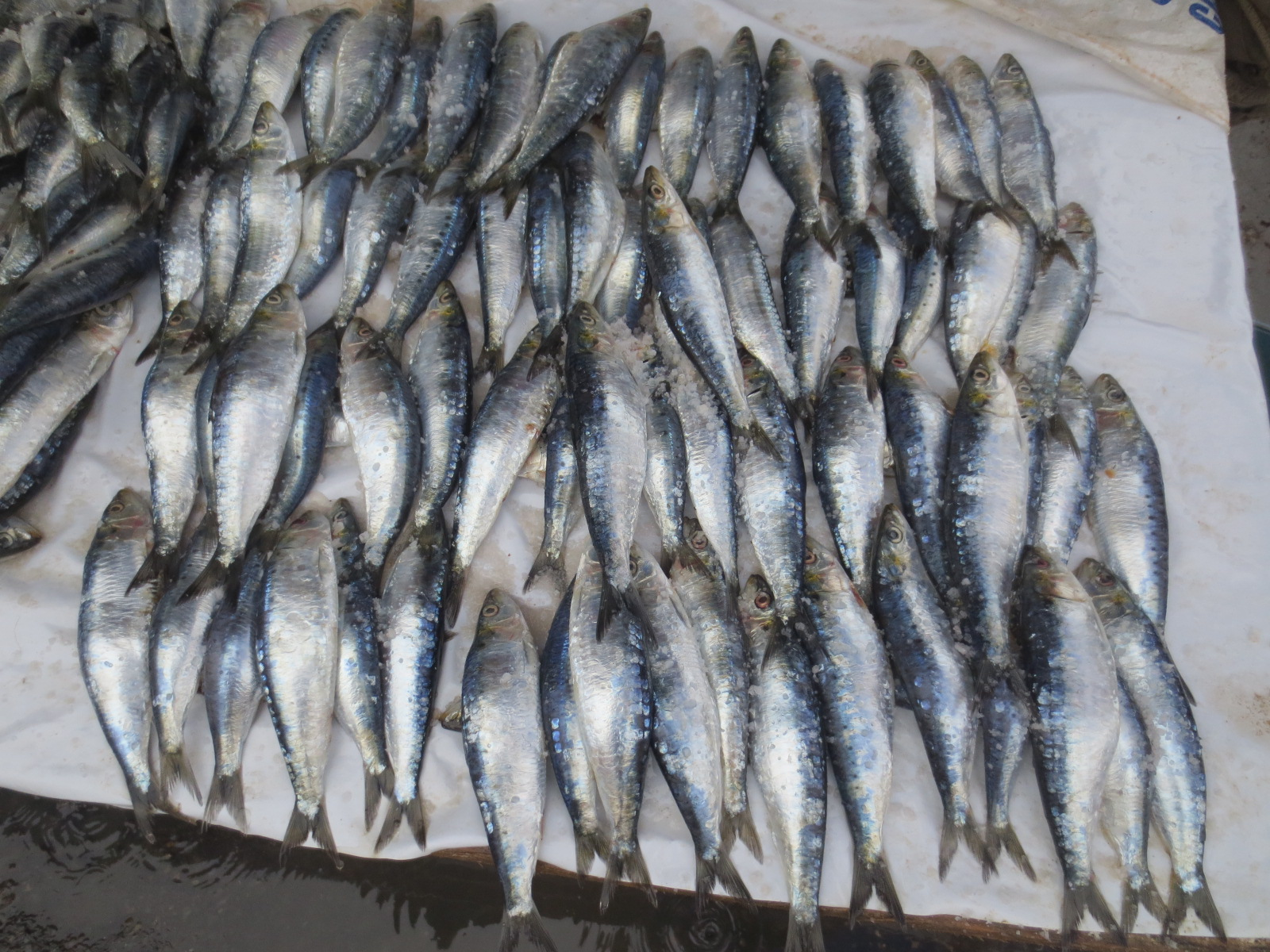
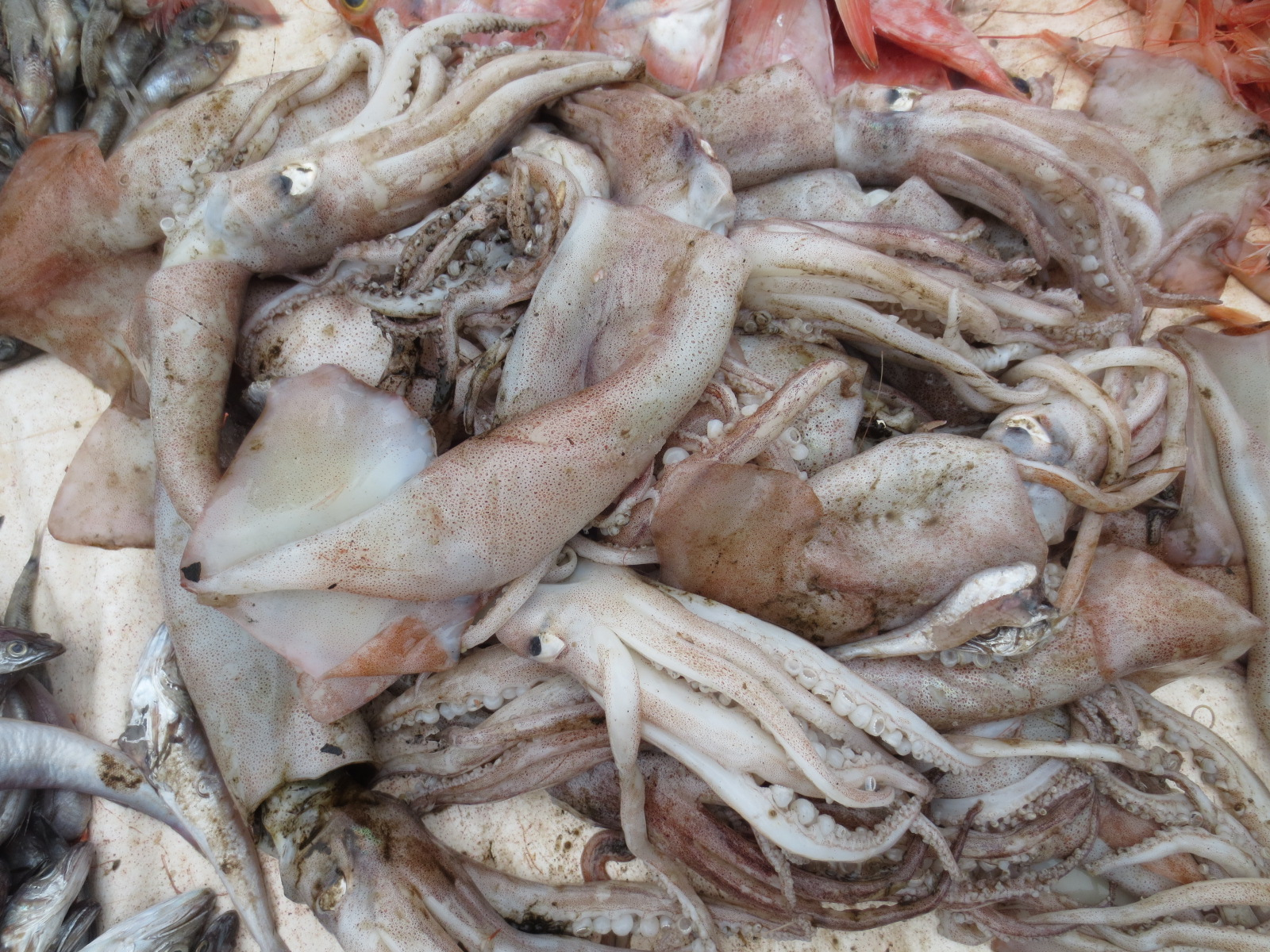
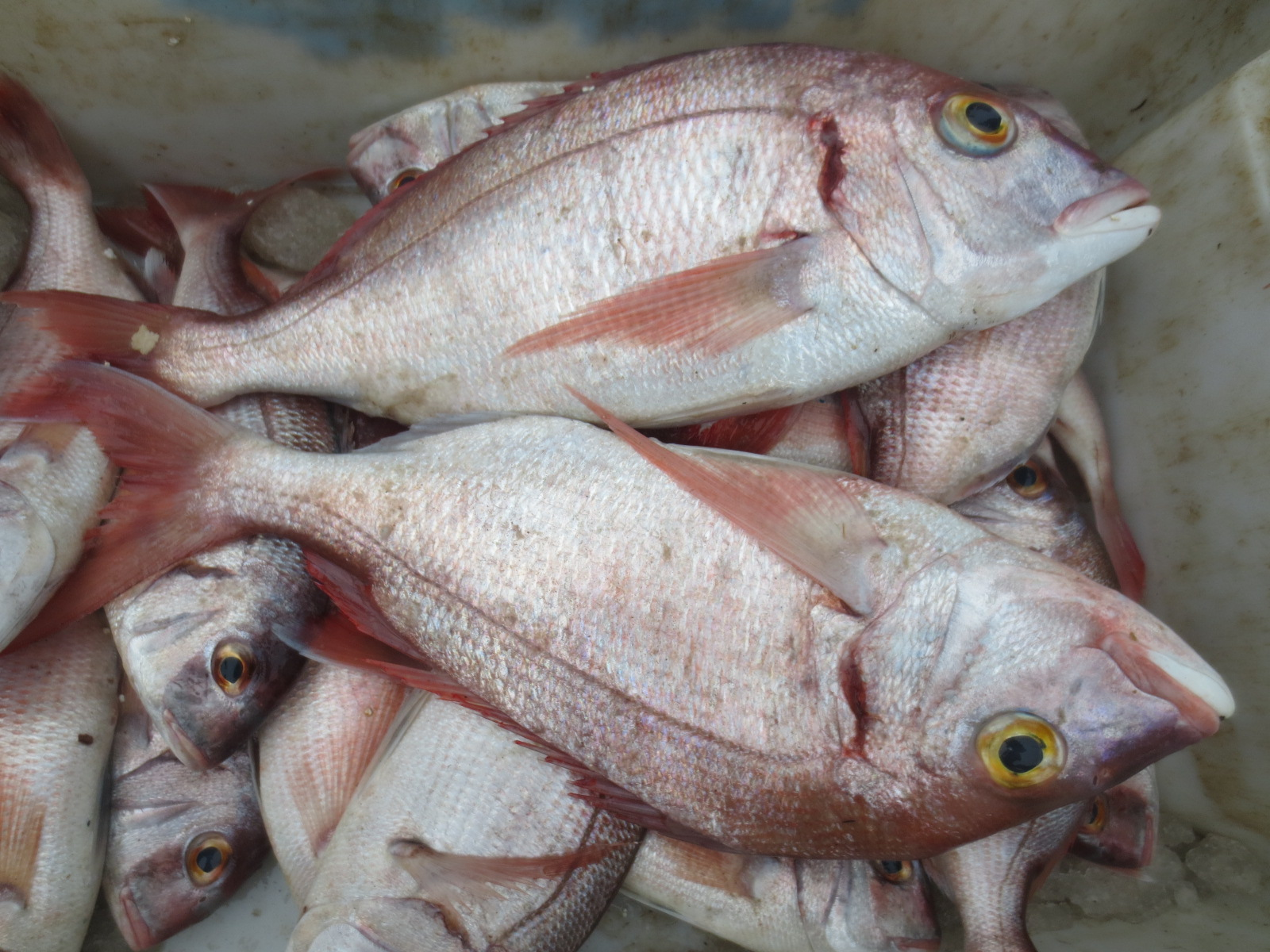
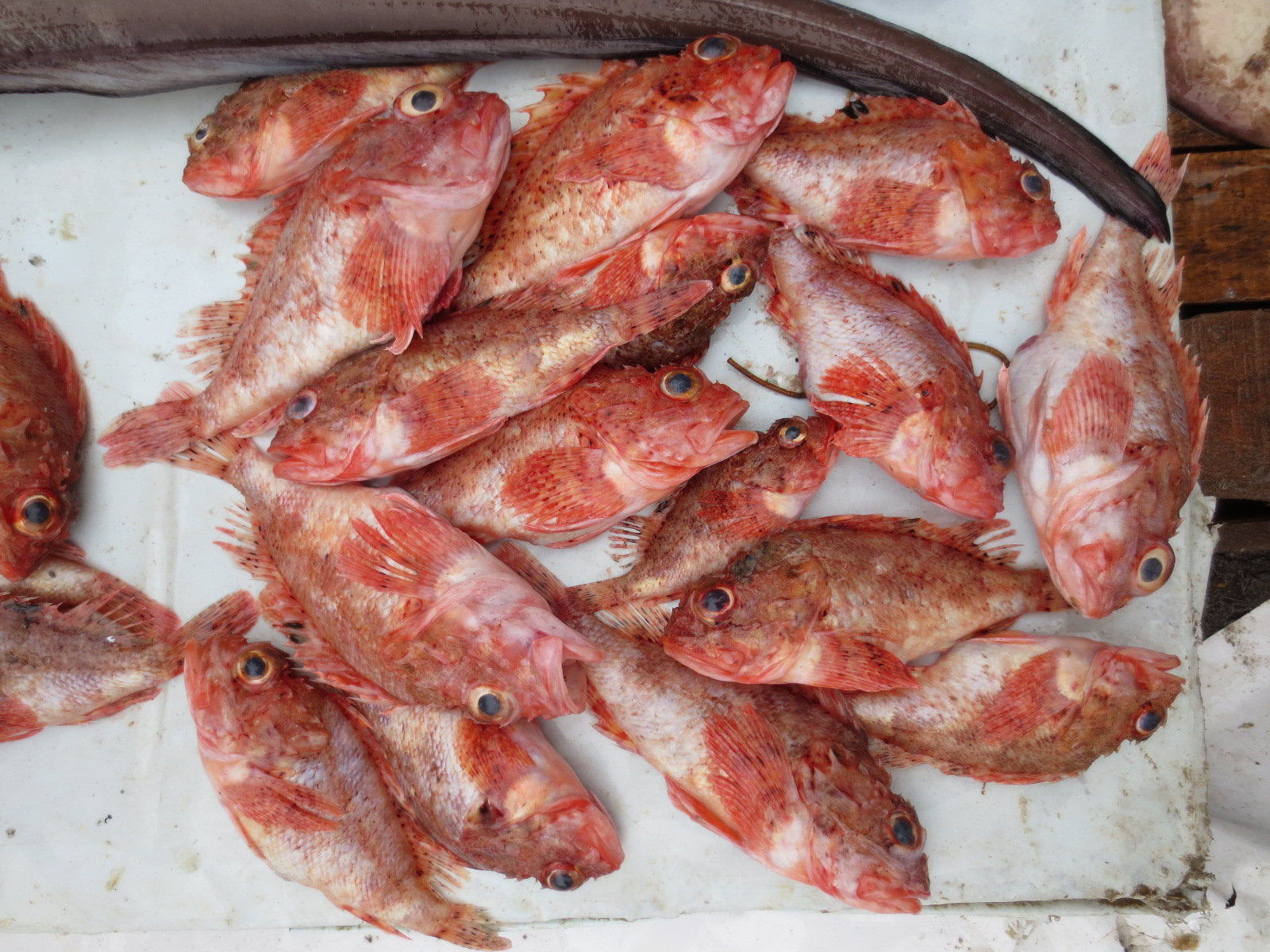
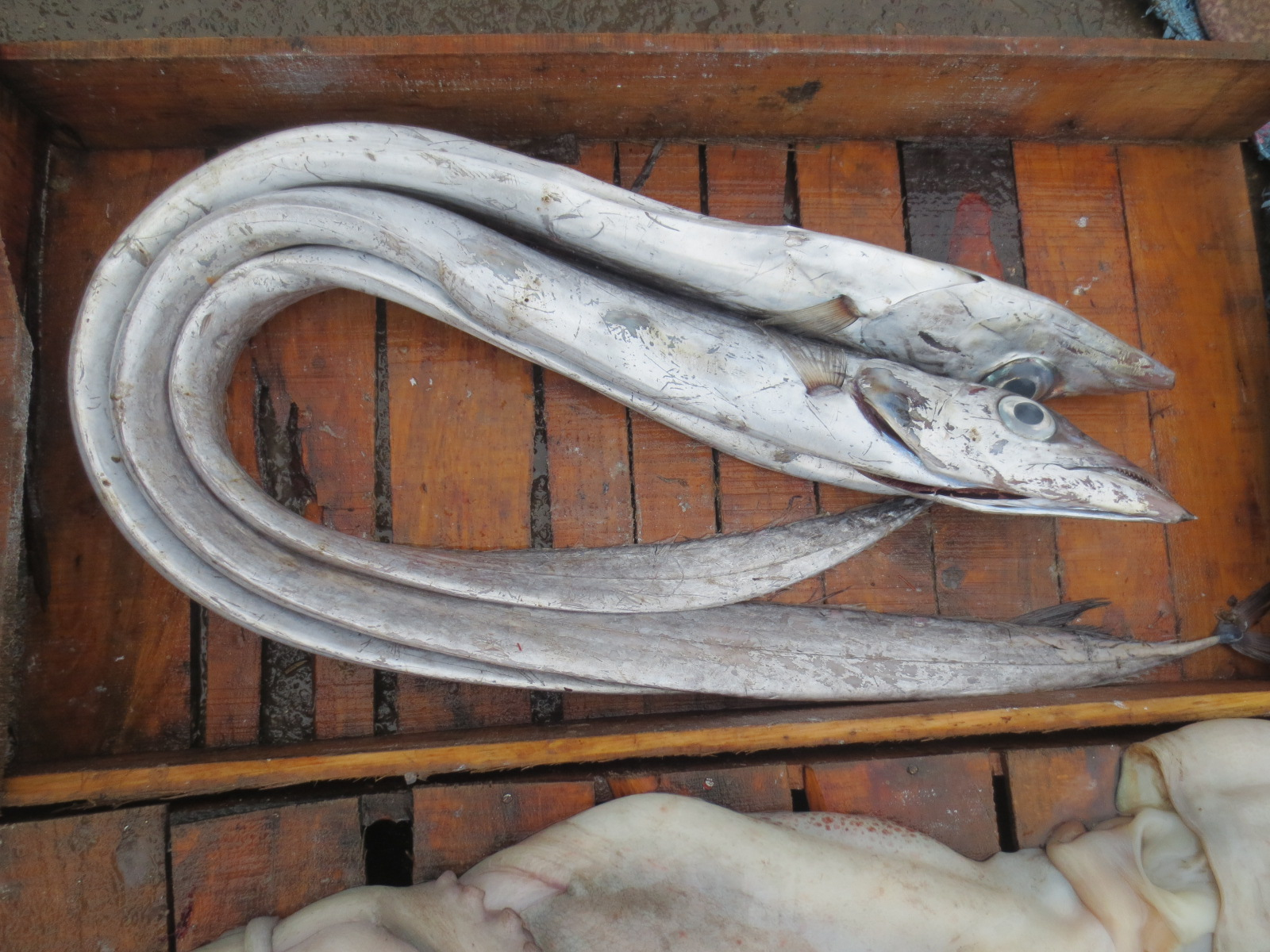

Le port d'Essaouira est à ce jour le troisième port de pêche sardinier le plus important du Maroc, après les port de Casablanca et d'Agadir (les eaux n'étant pas assez profonde pour les grands navires). Les pêcheurs commercialisent des sardines, pageots, merlus, sars, mulets, espadons, soles, dorades, ombrines, requins ... Le port est également un important chantier naval pour chalutiers en bois traditionnel de teck ou d’eucalyptus, mais également pour boutres arabe, senneurs, palangriers... 
Très animé au moment du retour des bateaux de pêche, et de la vente à la criée des halles aux poissons, le port est un important lieu de tourisme au Maroc, réputé pour ses nombreux restaurants de poissons grillés à l'huile d'olive, de la cuisine marocaine. La Médina d'Essaouira est à ce jour un haut lieu du tourisme au Maroc, classée Patrimoine mondial de l'UNESCO.